# リトアニアン・ハウンド
リトアニアン・ハウンド（英：Lithuanian Hound）は、リトアニア原産のセントハウンド犬種である。

## 歴史
1920年代に隣国リトアニアで猟の規正法が施行されたことにより、人気犬種であったカーランド・ハウンドが狩猟に使えなくなってしまい、消滅の危機に陥っていた。愛好家の不安は的中し、後にカーランドは別の犬種（ラトビアン・ハウンド）に改良されることにより絶滅してしまった。しかし、バルト三国ではカーランド・ハウンドの絶滅を悲しむ愛好家が多く、かつての雄姿をよみがえらせようという試みにより作出が考案され、それに加えてリトアニアで猟に使えるように改良され、誕生したのが本種である。このため、本種はカーランドの完全な復刻版ではないのだが、カーランド・ハウンドの現代版の姿であるといえる。ラトビアン・ハウンドの特徴をよく汲むリトアニア産のセントハウンドをベースとしてブラッドハウンド、ポーリッシュ・ハウンド、ロシアン・ハウンドなどを掛け合わせることによって作出された。
しかし、作出に使われた犬種もしくは配合率に相違があったのか、本種はカーランド・ハウンドとは違う犬種として仕上がってしまった。もちろん犬種を復元するにあたり、完全に元のものと同じものを作出しなおすことは非常に困難なことであり、容易にできることではない。この点に関してははじめ愛好家の間で賛否両論であったが、狩猟能力には全く問題はなかった。このため、最終的には国産の固有の犬種がひとつ増え、名犬種を作出できた事は喜ばしいことであるという風に見る考え方が定着した。本種はカーランド・ハウンドを復元することには成功しなかったが、カーランド・ハウンドを参考として新たな犬種を作出したとみる前向きな愛好家が多い。
本種はパックもしくは単独でキツネ、ノウサギ、イノシシを狩るのに使われている。獲物のにおいを追跡し、発見すると自ら飛び掛って仕留める。ごく初期のうちは1〜2頭でイノシシを狩ることもあったが、犬よりイノシシのほうが力があり、小規模なパックでは対応し切れなかったため犬の死亡率が高かった。そこで、現在イノシシ猟をするときには5頭以上のパックを組み、犬には噛み留めを行わせて人が猟銃で仕留める方法でイノシシを狩っている。他の獲物に対しては、危険性が少ないので現在も単独猟は行われている。現在ほぼすべての犬がリトアニア国内でのみ飼育されている。1970年代以降は希少化が進み絶滅が危惧されていたが、リトアニアに犬種クラブが設立されたため、保護が行われるようになり、絶滅危機を回避した。大半は実用犬として飼育され、ペットやショードッグとして飼育されているものはあまり多くない。

## 特徴
体が大きく、筋肉質で力が強いセントハウンド犬種である。首は太く頑丈で、脚は長く走るのが速い。耳は垂れ耳、尾は垂れ尾。コートはショートコートで、毛色はブラック・アンド・タン。大型犬サイズで、性格は主人に忠実だが、頑固で狩猟本能が強い猟犬気質を持っている。生粋の猟犬種で、初心者には飼育が難しく、ペットにはあまり向いていない。運動労は非常に多く、かかりやすい病気は大型犬にありがちな股関節形成不全などがある。